# Ormosia travancorica
Ormosia travancorica är en ärtväxtart som beskrevs av Richard Henry Beddome. Ormosia travancorica ingår i släktet Ormosia och familjen ärtväxter. Inga underarter finns listade i Catalogue of Life.